# Anthony Dixon
Anthony Rishard Dixon (Jackson, 24 settembre 1987) è un giocatore di football americano statunitense che gioca nel ruolo di running back nella Spring League. Fu scelto nel corso del sesto giro (176º assoluto) del Draft NFL 2010 dai San Francisco 49ers. Al college ha giocato a football all’Università statale del Mississippi.

## Carriera professionistica

### San Francisco 49ers
Dixon fu scelto nel corso del sesto giro del Draft 2010 dai San Francisco 49ers. L'allenatore Mike Singletary affermò che avrebbe dovuto competere col veterano Michael Robinson per il posto di secondo running back della squadra dietro al Pro Bowler Frank Gore. Nella sua stagione da rookie, Dixon disputò tutte le 16 partite della stagione regolare, nessuna delle quali come titolare, correndo 237 yard e segnando 2 touchdown.
Nella seconda stagione da professionista, Dixon disputò nuovamente tutte le gare ma senza mai scendere in campo dall'inizio, correndo 87 yard e segnando altri 2 touchdown. In totale in quattro stagioni, giocò coi Niners 72 partite, principalmente come membro degli special team. La sua unica presenza come titolare fu nella finale della NFC del 2013 in cui segnò un touchdown su corsa.

### Buffalo Bills
Il 15 marzo 2014, Dixon firmò un contratto triennale coi Buffalo Bills.

## Vittorie e premi
- National Football Conference Championship: 1

San Francisco 49ers: 2012

## Statistiche
| Partite totali      | 64  |
| Partite da titolare | 0   |
| Yard su corsa       | 458 |
| Touchdown su corsa  | 8   |

Statistiche aggiornate alla stagione 2013